# Brzezińska Rzeka
Brzezińska Rzeka (Brzeziny) – potok w województwie małopolskim, lewy dopływ Krzeszówki o długości 5,16 km. Wypływa z Wyżyny Olkuskiej ze źródła Dzwonek w Dolinie za Żbikiem, w północnej części krzeszowickiego osiedla – Żbik. Spływa w kierunku południowym, płynąc głębokim wąwozem o stromych ścianach obok Skałki w Żbiku (na mapie Geoportalu opisanej jako Skałki), następnie zmienia kierunek na południowo-wschodni. W Rudawie uchodzi do Krzeszówki na wysokości 241 m.